# Gagtory
Die Gagtory (vollständiger Name SWF3-Gagtory) war eine Comedy-Tour des Radiosenders SWF3, die von 1993 bis 1997 aktiv war. Die SWF3-Radiomoderatoren Andreas Müller, Anke Engelke (1996 ersetzt durch Andrea Grießmann), Sascha Zeus, Andreas Ernst und Michael Wirbitzky boten Radiocomix live auf der Bühne dar.

## Late Neid Show
Das erste Gagtory-Programm Late Neid Show lief von 1993 bis 1996. Formal wurde dabei das damals recht neue Konzept der Harald Schmidt Show aufgegriffen: Durch das Programm führte als Gastgeber ein Moderator namens „Horst“ mit weißer Lockenperücke, eine Rolle, die sich die Darsteller reihum teilten. Als „Gäste“ traten dabei Comicfiguren aus dem Radioprogramm auf, gelegentlich führte ein vermitteltes Zapping des Zuschauers auch zu einem per Video eingespielten Alternativprogramm.
Aufgeführt wurden außer den aus dem Radioprogramm bekannten Serien wie zum Beispiel Feinkost Zipp, „Die Lallers“ und „SWR3 Kabinett“ auch speziell für die Show geschriebene Nummern.
Sämtliche Darbietungen der Late Neid Show waren ausverkauft. Die letzten beiden Vorstellungen fanden im Juni 1996 auf der Freilichtbühne Loreley und auf der Pferderennbahn in Iffezheim bei Baden-Baden statt; diese Aufführungen wurden vom SWR Fernsehen aufgezeichnet, zu einem Durchgang zusammengeschnitten und mehrfach ausgestrahlt.

## Umfufu kommt
Mit ganz neu geschriebenem Programm startete die Gagtory im September 1996 erneut, wobei die mittlerweile zum TV gewechselte Anke Engelke durch Andrea Grießmann ersetzt wurde. 
Umfufu war dabei der reiche König des fiktiven Inselstaates Britisch-Isotonien, von dem sich das verarmte Deutschland einen Kredit erhoffte. Das Programm setzte sich aus Aktionen und Berichterstattungen rund um den Staatsbesuch zusammen, wobei wieder etliche Radiocomedys eingesetzt wurden, die das Geschehen kommentierten oder „Umfufu“ (erfolglos) einen guten Eindruck seines Gastgeberlandes vermitteln sollten. 
Dieses Programm konnte allerdings an den Erfolg der „Late Neid Show“ nicht anknüpfen und wurde im Dezember 1997 eingestellt.

## Einstellung der Produktion
Nach dem Zusammenschluss von SWF und SDR wurde die Gagtory nicht mehr fortgesetzt. Die Einzelpersonen versuchten sich teilweise an selbstständigen Touren (Zeus und Wirbitzky mit „Die Latenightmorningshow“, Müller mit „Alles Müller“).